# Mestre Nato
Mestre Nato (batizado como: Raimundo Nonato da Silva) (Belém, 25 de fevereiro de 1952 - Belém, 23 de maio de 2014), foi um alfaiate e cenógrafo brasileiro, mais conhecido pelos estandartes que confeccionou para o Arraial do Pavulagem a partir de 2002.

## Biografia
Nascido em Belém, capital do estado do Pará, aprendeu o ofício de alfaiate com a avó, na adolescência; em busca de aperfeiçoamento profissional, na década de 1970 mudou-se para no Rio de Janeiro, onde frequentou o curso de Desenho e Aquarela da Sociedade Brasileira de Belas Artes (SBBA).
Retornando à cidade natal, iniciou sua produção artística com temas que envolviam mitologia, religiosidade e sexualidade. Envolveu-se também com o teatro, tendo obtido o título de cenógrafo pela Escola de Teatro e Dança da Universidade Federal do Pará (UFPA). Foi também instrutor de artes na Fundação Curro Velho.

### Morte
Mestre Nato morreu em 2014, vitimado por um infarto.

## Legado
Seu ateliê, no bairro do Guamá, guarda parte de sua produção artística. Em 25 de fevereiro de 2015, data em que o artista completaria 63 anos, foi criado o Memorial Mestre Nato em homenagem ao mesmo.
Sobre as polêmicas envolvendo algumas de suas criações, Mestre Nato declarou:
| “ | Não sou contra nenhuma religião, sou apenas um pesquisador, um curioso sobre mitologia. | ” |

Em 2014, uma semana antes da sua morte, Mestre Nato visitou a Galeria Theodoro Braga da Fundação Cultural do Pará Tancredo Neves (FCP) e declarou que um dia gostaria de realizar uma exposição naquele espaço. Seu desejo foi atendido postumamente, tendo a mostra sido realizada entre 6 e 27 de junho daquele ano.
No ano de 2015, a exposição "Mestre Nato em Linhas de Resistência: bordados imaginários" foi realizada no Museu de Arte de Belém (MABE), tendo como base o acervo do Memorial Mestre Nato.

## Obras
Principais criações de Mestre Nato:
- Monotipias[6]
- Sagrado Sincretismo[7]